# أعصاب حنكية
الأعصاب الحنكية (بالإنجليزية: Palatine nerves)‏ تتوزع على سقف الفم والحنك الرخو واللوزتان والغشاء المبطن لجوف الأنف.
معظم ألياف العصب مشتقة من الفروع الوتدية الحنكية للعصب الفكي العلوي.
يتم تقسيمها عادةً في النصوص القديمة إلى ثلاثة مجموعات: الأمامية والمتوسطة والخلفية، وفي النصوص الأحدث كما في ترمينولوجيا أناتوميكا يتم تقسيمها إلى العصب الحنكي الكبير والعصب الحنكي الصغير.

## روابط خارجية
- درسٌ تشريحي حول lesson9 مُعدٌ بواسطة ويسلي نورمان (جامعة جورجتاون).
- GrossAnatomy/h_n/cn/cn1/cnb2.htm في موقع (MedEd) التابع لجامعة لويولا.